# Abisara timaeus
Abisara timaeus är en fjärilsart som beskrevs av Hans Fruhstorfer 1904. Abisara timaeus ingår i släktet Abisara och familjen Riodinidae. Inga underarter finns listade i Catalogue of Life.